# 北美洲湖泊列表

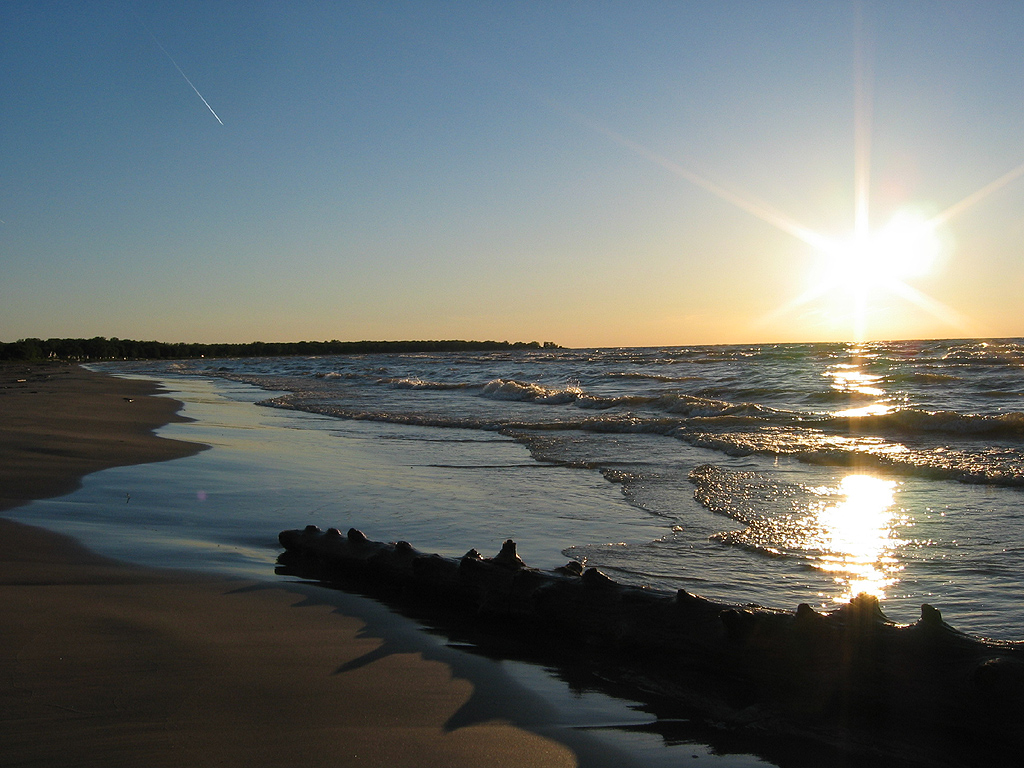
五大湖之一休伦湖的沙灘

以下为北美洲主要湖泊列表：

## 国际湖泊
- 尚普兰湖，主要位於美國境內，但有一部份跨越了美國與加拿大的邊界。
- 伍兹湖，湖水主要經雷尼河、肖爾湖、卡卡吉湖和其他小河流入。
- 雷尼湖，為釣魚熱點，很多小島上都有釣魚休閒區和渡假屋，旅遊業是當地的主要經濟支柱。
- 圣克莱尔湖
- 五大湖之四:
  - 休伦湖，由早期法国探险者命名，蓄水量3,568立方公里。
  - 苏必略湖面積為82,414平方公里，以蓄水量而言，是世界上第4大的湖泊。
  - 伊利湖，其名字源于原在南岸定居的印地安伊利部落，湖畔城市有水牛城、伊利等。
  - 安大略湖，是五大湖中面积最小的，以蓄水量計算是世界第十四大湖。

## 各国湖泊

### 美国
- 密歇根湖 為世界上第5大湖泊，總共有1,200萬人居住在密西根湖沿岸。
- 火山口湖 (美國) 以其深藍色的湖水和很高的透明度而聞名。
- 五指湖 因形狀狹長，從地圖上看形似手指而得名。
- 喬治湖 (紐約州) 位於阿第倫達克山脈東南麓，呈西南東北走向。
- 大鹽湖 是世界上最大的咸水湖泊之一，四面都是沙漠與乾旱山地。
- 米德湖 ，是美國最大的人造湖和水庫。
- 莫諾湖 在優勝美地（Yosemite）國家公園附近，是加州第二大湖。
- 摩西湖，是美國華盛頓州東部格蘭特縣的一座湖泊。
- 奧奈達湖 面積206.68平方公里，地質上是古易洛魁湖的殘跡。
- 龐恰特雷恩湖，是僅次於大鹽湖的美國第二大鹹水湖。
- 塔霍湖位於內華達州卡森城以西，是一個著名的度假區。

### 加拿大
- 大熊湖，是加拿大境內第一大湖，湖的周邊地區人口稀疏。
- 大奴湖，面積2.86 萬平方千米，最大深度614米，是加拿大第二大湖。
- 溫尼伯湖 為加拿大第五大淡水湖，部分區域有沙灘、大型石灰岩懸崖和很多蝙蝠洞穴。
- 溫尼伯戈西斯湖 其商業捕魚業十分有名，有硬骨魚和其他淡水產。
- 馬尼托巴湖 位於北美洲加拿大馬尼托巴省境內，處於省會溫尼伯西北約75公里。
- 品克湖 位於加拿大魁北克加蒂諾公園的一個不完全對流湖（meromictic lake）。
- 馬歇爾湖，為育空河上的一個湖泊，位於育空首府白馬市東南。
- 路易斯湖 三面雪山環抱，湖水碧綠綠如翡翠，來自冰河融雪，為一著名的旅遊勝地。
- 馬尼圖湖 世界最大的湖中島中湖。

以下地區亦可定義為中美洲:

### 墨西哥
- 卡特马科湖
- 查帕拉湖，為墨西哥最大的淡水湖。
- 特爾米諾斯潟湖，是墨西哥重要的石油产地之一。

### 
- 阿蒂特兰湖，危地馬拉高地上的一个大内流湖。
- 伊萨瓦尔湖
- 佩滕伊察湖
- 阿马蒂特兰湖

### 尼加拉瓜
- 尼加拉瓜湖，通過聖胡安河與加勒比海相連，湖畔最大的城市是格拉納達。
- 马那瓜湖，尼加拉瓜首都馬那瓜位於湖西南岸。

### 巴拿马
- 加通湖，為一人工湖，也是巴拿馬運河區內最大的湖泊，修建於1907年至1913年之間。